# Nazko-Erdbeben 2007–2008
Vom 9. Oktober 2007 bis zum 12. Juni 2008 erschütterte eine Serie schwacher, vulkanisch bedingter Erdbeben mit einer Stärke von weniger als 4,0 auf der Richterskala das spärlich besiedelte Gebiet um Nazko im Central Interior der kanadischen Provinz British Columbia. Die Erdbebenserie ereignete sich westlich des Nazko Cone, eines kleinen, waldbedeckten Schlackenkegels, der zuletzt vor etwa 7200 Jahren ausgebrochen war.
Durch diese Erdbeben wurden keine Schäden verursacht; sie waren zu schwach, um von Menschen wahrgenommen zu werden und wurden nur von örtlich aufgestellten Seismographen aufgezeichnet. Der Erdbebenschwarm ereignete sich am Ostende einer vulkanischen Zone, des sogenannten Anahim-Vulkangürtels. Dieser besteht aus einer ost-west-ausgerichteten Reihe vulkanischer Formationen, die sich von der Central Coast bis ins Central Interior von British Columbia erstreckt.

## Geologie
Für den Nazko-Erdbebenschwarm von 2007–2008 wird ein Ursprung in 25 km Tiefe angenommen. Die Eigenschaften der seismischen Wellen zeigen, dass der Schwarm eine magmatische Quelle hat. Er könnte als Ergebnis eines Gesteinsbruchs an der Spitze eines Dykes und/oder durch Bewegung entlang der Ebenen einer Verwerfung, welche auf Änderungen im örtlichen Spannungsfeld durch Ausdehnung und Bewegung von Magma zurückgeht, hervorgerufen worden sein. Diese magmatische Aktivität ist potenziell mit dem hypothetischen Anahim Hotspot verbunden, einer ErdmantelPlume, die möglicherweise den urzeitlichen Vulkanismus im gesamten Anahim-Vulkangürtel verursacht hat. Dieser Vulkangürtel umfasst auch die Rainbow Range, die Ilgachuz Range und die Itcha Range, drei Schildvulkane westlich des Nazko-Schwarms. Die einzelnen Vulkane des Anahim-Gürtels werden nach Westen zu immer älter, was anzeigt, dass sich die Nordamerikanische Platte bezogen auf den Hotspot in westliche Richtung bewegt und die Vulkane mit einer Rate von 2 bis 3,3 cm im Jahr mit sich nimmt. Weil das Ursprungsgebiet des Nazko-Erdbebenschwarms von 2007–2008 am Ostende des Vulkangürtels liegt, repräsentiert es möglicherweise den jüngsten Abschnitt der Spur des Hotspots. Dies legt das Auftreten weiterer vulkanisch verursachter Erdbeben in der Nazko-Region oder weiter östlich davon nahe.

Die Ausdehnung des Anahim-Vulkangürtels mit den Schildvulkanen der Rainbow Range, der Ilgachuz Range und der Itcha Range. Die Nazko-Erdbeben von 2007–2008 ereigneten sich etwa zwischen der Itcha Range und dem Nazko Cone.

Vor Beginn des Nazko-Erdbebenschwarms 2007 war der Anahim Hotspot nicht als Erdbebenzone bekannt. Am 10. Oktober 2007 jedoch ereignete sich ein Schwarmbeben, dessen Magnitude auf der Richterskala nicht größer als 1,0 betrug; nur eines der Beben wies eine Magnitude von 3,9 auf. Seit dem Erscheinen des Nazko-Schwarms zeigte Natural Resources Canada Interesse an dem benachbarten 7200 Jahre alten Nazko Cone.
Auch wenn Schwarmbeben gefährlich werden können, sind doch Wissenschaftler nicht in der Lage, ihre Struktur zu analysieren. Während des Schwarmbebens 2007 untersuchte eine Gruppe von Wissenschaftlern die Möglichkeit, dass ein Vulkanausbruch bevorstehen könnte. Es wurden fünf zusätzliche Seismographen in der Erdbebenzone platziert, sodass die seismische Aktivität von den Wissenschaftlern eng überwacht werden konnte. Nach Sammlung zusätzlicher Daten stimmten die Wissenschaftler mit ihren Kollegen von der United States Geological Survey, der University of Washington und anderer Organisationen überein, dass die Nazko-Erdbeben von oberflächennahen Magma-Bewegungen nahe dem Nazko Cone verursacht wurden. Aufgrund der Anzahl und der geringen Stärke der Nazko-Erdbeben ist jedoch ein Vulkanausbruch nicht wahrscheinlich. Andere Erdbeben in jüngerer Zeit in Nordamerika wurden Magmen zugeschrieben, führten jedoch nicht zu Vulkanausbrüchen; das trifft auch auf die Erdbeben unter dem Lake Tahoe im US-Bundesstaat Kalifornien 2003 und ein Schwarmbeben an den Jordan Craters im US-Bundesstaat Oregon 2004 zu.

## Anzahl der Erdbeben

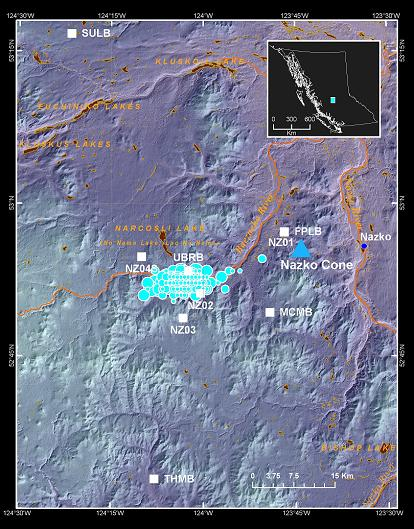
Sich überschneidende blaue Kreise zeigen die Orte der Erdbeben an, die mit dem Nazko-Schwarm zusammenhängen.

Vom regionalen seismischen Netzwerk wurden mehr als 1000 Erdbeben innerhalb von drei Wochen ab dem 20. Oktober 2007 aufgezeichnet. Weil die Seismographen, welche den Nazko-Schwarm registrierten, mehr als 25 km von dem Ort entfernt waren, an dem sich die Beben ereigneten, wurden die Epizentren nur mit geringer Auflösung ermittelt. Nach den Beben wurden durch die Geological Survey of Canada vom September 2007 bis zum Juni 2008 fünf zusätzliche Seismographen nahe dem Epizentrum aufgestellt. Die Analyse der von diesen Seismographen aufgezeichneten Daten weist eine viel größere Zahl an Erdbeben nach. So wurden zum Beispiel innerhalb von sechs Stunden mindestens 597 Erdbeben erkannt.
Der Nazko-Schwarm besteht aus mindestens zwei Episoden. In der ersten seismischen Phase vom 9. Oktober bis zum 1. November 2007 ereigneten sich insgesamt 153 Beben; während der zweiten seismischen Phase zwischen dem 25. September 2007 und dem 12.  Juni 2008 waren es 4428. Diese beiden seismischen Episoden wurden von den Wissenschaftlern einer Kreuzkorrelation unterzogen, um die Änderungen in der Entwicklung von Schwarmbeben verstehen zu können. Für den Beginn der Aktivitätsperioden lag der Koeffizient der Produkt-Moment-Korrelation um 1, was anzeigt, dass die Situationen fast identisch waren, sank aber auf etwa 0,5 und zeigte so eine Verringerung der Ähnlichkeit in den späteren Phasen der beiden Ereignisse.

## Reaktionen der Wissenschaft
Das Schwarmbeben wurde am 12. Oktober 2007 in der Wochenzeitung Prince George Citizen von einem Mitarbeiter erwähnt, drei Tage nach Beginn der Beben. Die in dem Bericht erwähnten Wissenschaftler waren der Seismologe John Cassidy von Natural Resources Canada und die Vulkanologin Catherine Hickson, die zu dieser Zeit Teil der Geological Survey of Canada war. Zur Zeit des Berichts kannten die Wissenschaftler noch nicht den Ursprung des Schwarms. John Cassidy stellte fest,

„the depth is enough to rule out hydrothermal but it's up in the air as to whether the cause is tectonic shifts or volcanic activity. If it is volcanic there are certain characteristics that we would expect, there's a tremor-like character to it. And so we'll be looking for the types of events that we see beneath volcanoes and we'll be looking to see if they're getting closer to the surface or if they're migrating at all.

[die Quelle] ist tief genug, um [eine] hydrothermale [Ursache] ausschließen zu können, aber es ist noch offen, ob die Ursache tektonische Bewegung oder vulkanische Aktivität ist. Wenn es eine vulkanische Ursache geben sollte, gibt es mehrere Eigenschaften, die wir erwarten würden, es gibt dort einen tremorartigen Charakter. Also werden wir nach den Ereignistypen suchen, die wir in der Nähe von Vulkanen finden, und wir werden darauf achten, ob sie zur Oberfläche aufsteigen oder ob sie sich überhaupt bewegen.“

Selbst wenn der Nazko-Schwarm ein Vorbote eines Vulkanausbruchs gewesen wäre, zweifelte Hickson daran, dass dieser sich als eine hoch explosive Eruption herausstellen würde wie sie sich in den Vulkanen einer Subduktionszone ereignen. 

„We're not talking about an injection of tonnes of ash many kilometers into the air like the 1980 Mount St. Helens eruption or the 1991 Mount Pinatubo eruption. We're talking about something very small, relatively localized that should have a fairly limited impact... but it'll be extremely exciting

Wir sprechen nicht über den Eintrag von Tonnen von Asche viele Kilometer [hoch] in die Luft wie beim Ausbruch des Mount St. Helens 1980 oder beim Ausbruch des Pinatubo 1991. Wir sprechen über etwas sehr kleines, örtlich relativ begrenztes, das eine sehr begrenzte Auswirkung hätte ... aber es würde sehr spannend“

, sagte Hickson. Wenn ein Ausbruch stattfände, behauptete Hickson, dass dieser durch eine Lavafontäne charakterisiert sei, die Lavaklumpen etwa 100 m in die Luft schleudern würde. Es würde ähnlich wie auf Hawaii ablaufen. Hickson sagte, dass eine Nazko-Eruption zur Touristenattraktion würde, warnte aber davor, dass bei einem solchen Ereignis giftige Gase wie Kohlendioxid und Schwefeldioxid freigesetzt werden könnten.

## Gefährdungen und Vorsichtsmaßnahmen
Weil vor Beginn des Schwarmbebens keine Seismographen nahe genug an der Erdbebenzone platziert waren, wurde dies von Angestellten von Natural Resources Canada nachgeholt, um künftige Erdbeben in der Region besser überwachen zu können. Außerdem wurde eine Infraschall-Sonde aufgebaut, um Schallwellen unterhalb der menschlichen Wahrnehmbarkeitsgrenze messen zu können. Solche Sonden können Vulkanausbrüche und die Freisetzung von Gasen aus Vulkanschloten erkennen. Sie können auch in Kombination mir anderen geophysikalischen Instrumenten Daten zur Überwachung flüssiger Ströme innerhalb von Vulkanen erheben. Mitarbeiter von Natural Resources Canada besuchten auch die beiden Gemeinden in der Nachbarschaft des Erdbebenschwarms von 2007–2008, um die Informationen über den Schwarm aufzufrischen, Proben zu sammeln und einige der eher schlecht untersuchten vulkanischen Ablagerungen in der Nazko-Region in Augenschein zu nehmen. Die Mitarbeiter von Natural Resources Canada stellten auch Messungen des Kohlendioxid-Gehalts während des Schwarmbebens an. Kohlendioxid wird in vulkanisch aktiven Gebieten an Verwerfungen normalerweise freigesetzt und kann sich im Boden und unter Schnee ansammeln. Aufgrund dessen können die Kohlendioxid-Konzentrationen Auskunft über vulkanische Aktivitäten unter der Erdoberfläche geben. Der Nazko-Schwarm verursachte keinerlei erkennbare Freisetzung von Kohlendioxid, was für nicht-eruptive Ereignisse normal ist.

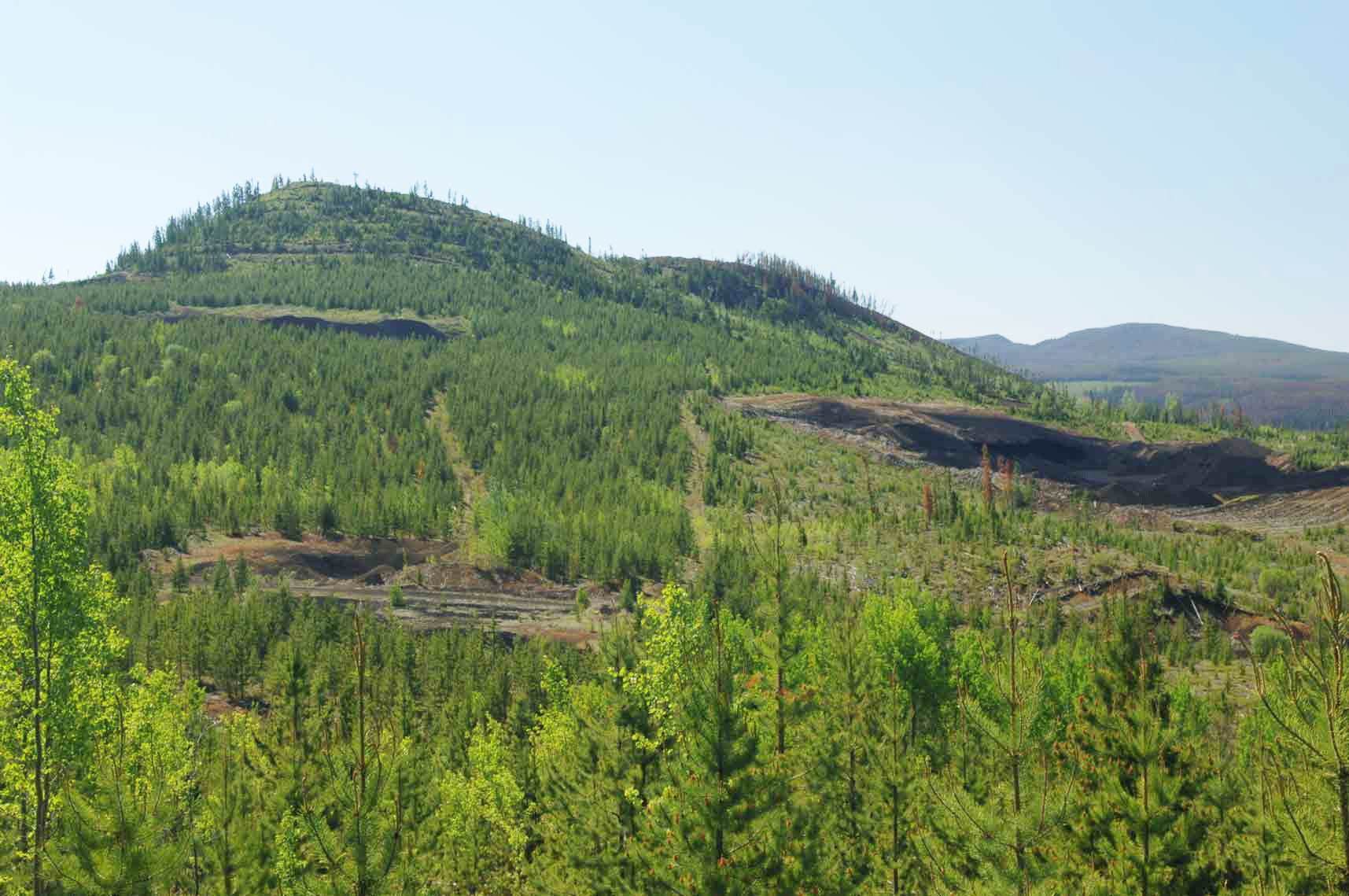
Der Nazko Cone, der Vulkan in der Nachbarschaft der Nazko-Erdbeben von 2007–2008

Der Nazko-Erdbebenschwarm von 2007–2008 ist einer von zahlreichen seismischen Ereignissen, die in der Nähe von Vulkanen in British Columbia stattfanden. Zu den Vulkanen mit vulkanischen Erdbeben gehören das Mount-Meager-Massiv (17 Ereignisse), der Mount Cayley (vier Ereignisse), der Mount Garibaldi (drei Ereignisse), die Silverthrone Caldera (zwei Ereignisse), der Castle Rock (zwei Ereignisse), der Hoodoo Mountain (acht Ereignisse), die Crow Lagoon (vier Ereignisse), The Volcano (fünf Ereignisse) und der Mount Edziza Volcanic Complex (acht Ereignisse).:569,582,583 Seismische Daten legen nahe, dass diese Vulkane immer noch aktive Magmakammern enthalten, was eine mögliche künftige eruptive Aktivität anzeigt. Obwohl die verfügbaren Daten keine klare Schlussfolgerung erlauben, sind diese Beobachtungen Hinweise darauf, dass einige kanadische Vulkane aktiv sein und ein bedeutendes Gefahrenpotenzial entfalten können. Die seismische Aktivität korreliert sowohl mit einigen der jüngsten kanadischen Vulkane als auch mit einigen älteren, welche eine Historie bedeutender explosiver Aktivität aufweisen, z. B. der Hoodoo Mountain und der Mount Edziza Volcanic Complex.
Wenn Magma zur Oberfläche des Nazko aufstiege, würden neue Erdbebenschwärme mit einer signifikanten Zunahme der Stärke und Anzahl auftreten. Ein Ausbruch im Nazko-Gebiet würde vielleicht einen kleinen Schlackenkegel erzeugen, der dem vor 7200 Jahren entstandenen Nazko Cone ähnlich wäre. Unmittelbare Gefährdungen, die mit Ausbrüchen von Schlackenkegeln im Nazko-Gebiet zusammenhängen, wären Waldbrände und, sofern eine Eruptionssäule entstünde, eine Umleitung des Luftverkehrs in der Region.